# Alban Lefranc
Alban Lefranc [albã ləˈfʀã] (* 9. April 1975 in der Normandie) ist ein französischer Schriftsteller und Übersetzer. Er lebt seit 2008 in Paris.
Er gründete die deutsch-französische Zeitschrift La mer gelée, bei der er als Chefredakteur arbeitet.
Im Mai 2007 erhielt er für die Arbeit an seinem dritten Roman ein jährliches Arbeitsstipendium des Centre national du livre.
Die drei Romane des von Katja Roloff übersetzten Buches Angriffe befassen sich mit den radikalen künstlerischen Lebensentwürfen des Filmemachers Rainer Werner Fassbinder, des Schriftstellers Bernward Vesper und der Sängerin Nico. Der historische Kontext dieser drei Biographien – Nachkriegszeit, Wirtschaftswunder, die Jahre 67/68, die Rote Armee Fraktion – ist in den Texten vielgestaltig und allgegenwärtig: Durch die Vermengung von dokumentarischem und biographischem Material, fiktiven Stimmen und Situationen entsteht eine komplexe Betrachtung biographischer, künstlerischer und historischer Zusammenhänge.

## Veröffentlichungen (Auswahl)
Romane
- Vous n’étiez pas là. 1. Auflage. Verticales/Gallimard, Paris 2009, ISBN 978-2-07-012404-6 (französisch).
- Angriffe: Fassbinder. Vesper. Nico. 1. Auflage. Blumenbar Verlag, München 2008, ISBN 978-3-936738-43-8.[2]
- Des foules, des bouches, des armes. 1. Auflage. Melville/Léo Scheer, Paris 2006, ISBN 2-915341-38-9 (französisch).
- Attaques sur le chemin le soir dans la neige. 1. Auflage. Le Quartanier, Montréal 2005, ISBN 2-9808122-7-7 (französisch).

Übersetzungen
- Peter Weiss: L'ombre du corps du cocher. Editions Perturbations, Paris 2009, ISBN 978-2-917795-00-2.
- Peter Weiss: Le duel. Léo Scheer, Paris 2006, ISBN 2-915341-41-9.